# In My Head (canção de Jason Derulo)
"In My Head" é uma canção do artista musical estadunidense Jason Derulo. A faixa foi lançada como segundo single de seu álbum de estréia epônimo através da Warner Bros Records.

## Desempenho nas tabelas musicais

### Posições
| Tabela musical (2010)                          | Melhor posição |
| ---------------------------------------------- | -------------- |
| O campo songid é OBRIGATÓRIO PARA PARADA ALEMÃ | 9              |
| Austrália (ARIA)                               | 1              |
| Áustria (Ö3 Austria Top 75)                    | 15             |
| Bélgica (Ultratop 50 de Flandres)              | 14             |
| Bélgica (Ultratop 50 da Valônia)               | 31             |
| Canadá (Canadian Hot 100)                      | 2              |
| Dinamarca (Hitlisten)                          | 20             |
| Eslováquia (Rádio Top 100)                     | 16             |
| Espanha (PROMUSICAE)                           | 12             |
| Estados Unidos (Billboard Hot 100)             | 5              |
| Estados Unidos (Billboard Adult Contemporary)  | 26             |
| Estados Unidos (Billboard Adult Top 40)        | 12             |
| Estados Unidos (Billboard Dance Club Songs)    | 28             |
| Estados Unidos (Billboard Mainstream Top 40)   | 1              |
| Finlândia (Suomen virallinen lista)            | 19             |
| Hungria (Rádiós Top 40)                        | 12             |
| Irlanda (IRMA)                                 | 3              |
| Israel (Media Forest)                          | 9              |
| Noruega (VG-lista)                             | 6              |
| Nova Zelândia (Recorded Music NZ)              | 2              |
| Países Baixos (Dutch Top 40)                   | 13             |
| Polónia (Polish Airplay Top 100)               | 1              |
| Reino Unido (UK Singles Chart)                 | 1              |
| Reino Unido (OCC UK R&B)                       | 1              |
| República Checa (Rádio Top 100)                | 12             |
| Suécia (Sverigetopplistan)                     | 13             |
| Suíça (Schweizer Hitparade)                    | 20             |